# Infinity (Lussemburgo)
L'Infinity è un complesso di grattacieli della città di Lussemburgo.

## Storia
I lavori di costruzione del complesso, sviluppato dal promotore immobiliare belga Immobel e progettato dall'architetto Bernardo Fort-Brescia dello studio di architettura Arquitectonica, sono iniziati nel 2017 e sono terminati nel primo trimestre del 2021, dopo aver visto l'inaugurazione della galleria commerciale del complesso il 12 dicembre 2019. A fine lavori, la componente di uffici e commerciale del complesso è diventata proprietà del gestore immobiliare tedesco Real I.S. secondo i termini di un accordo di acquisto annunciato a fine 2017.

## Descrizione
Il complesso si trova nel quartiere di Kirchberg di Lussemburgo, in un isolato compreso tra l'Avenue John F. Kennedy, la Rue du Fort Niedergruenewald e la Rue Johannes Kepler. A destinazione mista, si compone di una torre per uffici più bassa, occupata da fine 2019 dallo studio legale Allen & Overy, e da una più alta torre a destinazione residenziale, che raggiunge i 104 metri d'altezza, separate da una galleria commerciale.

## Galleria d'immagini

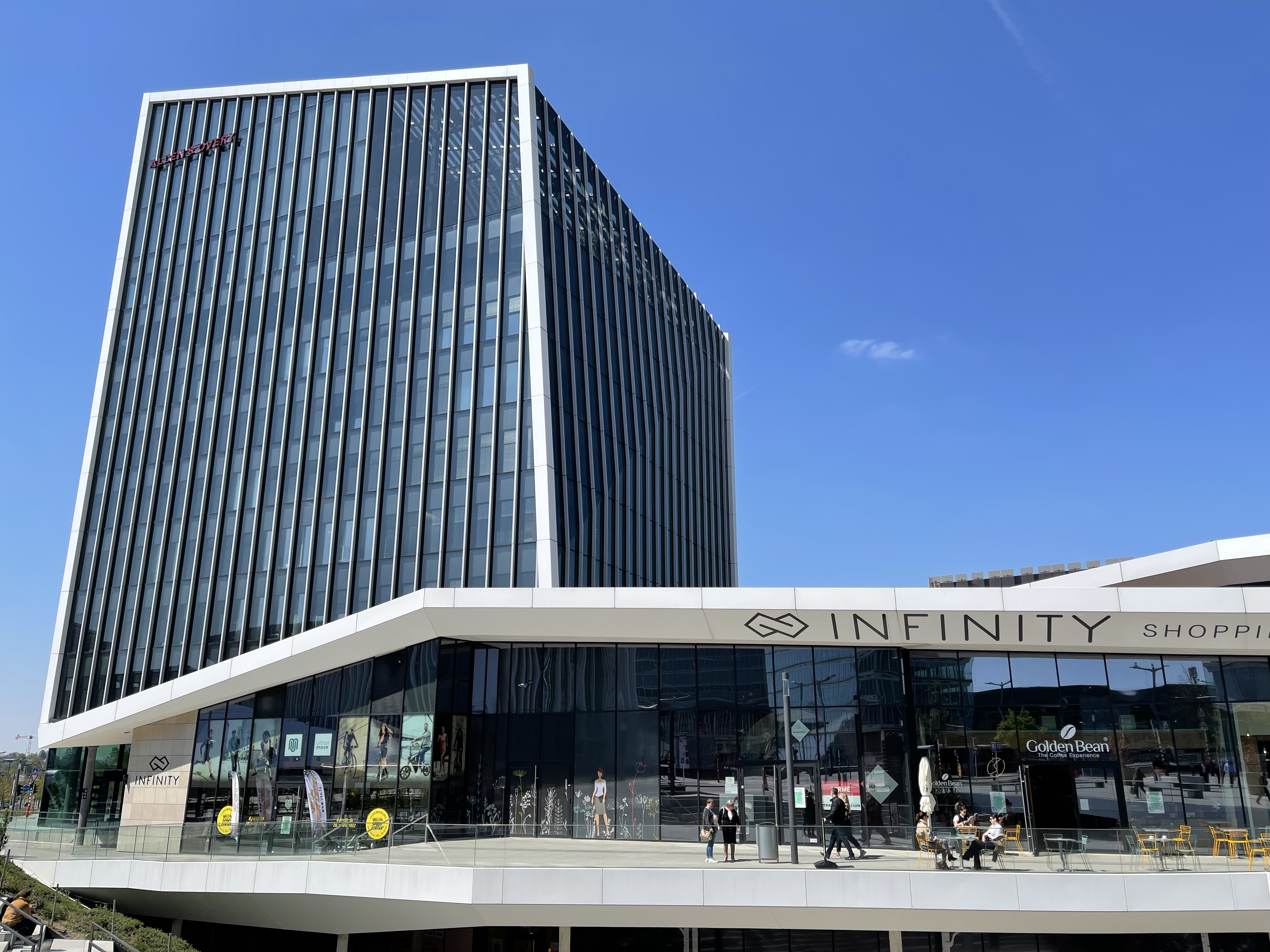
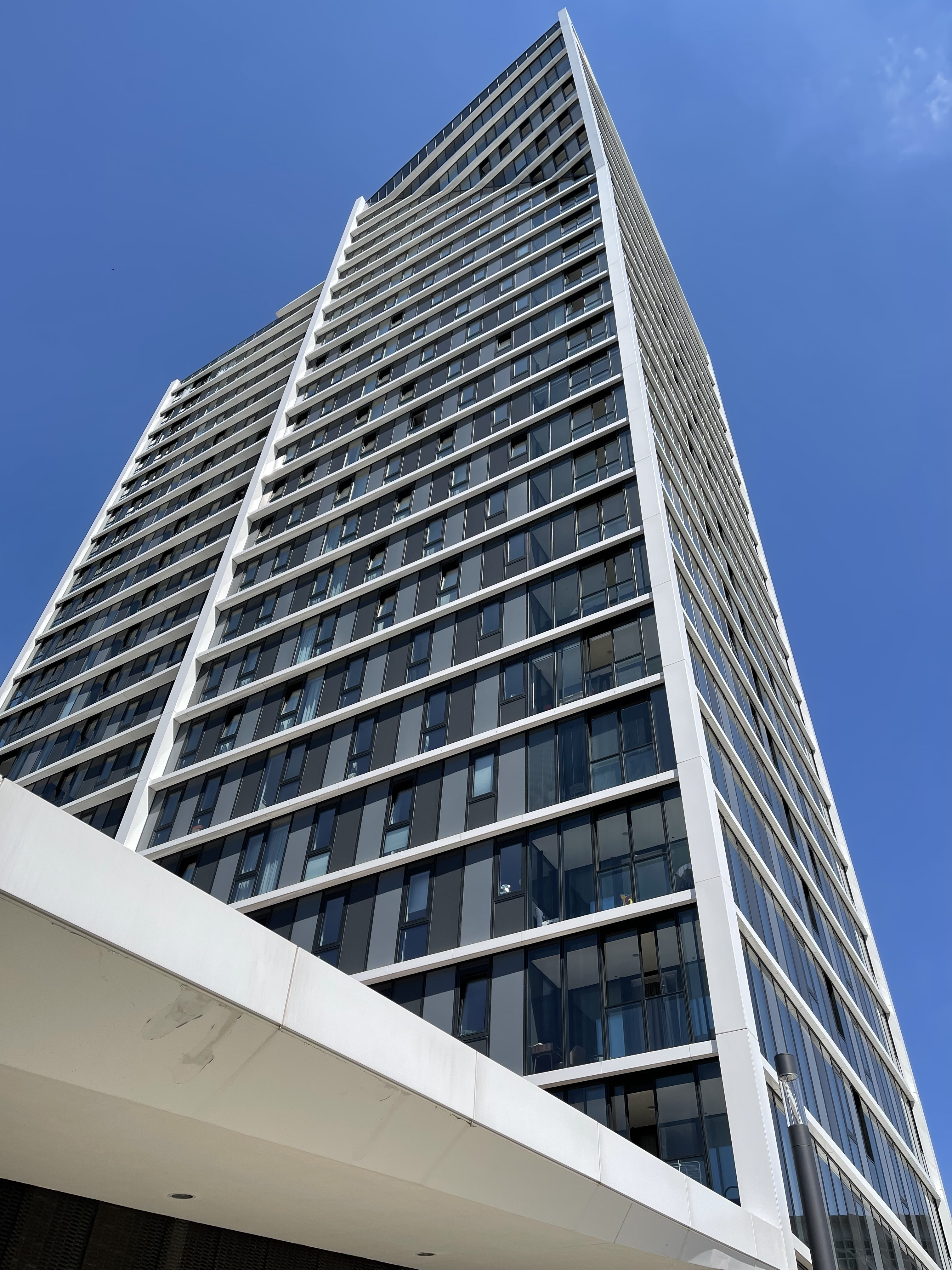